# Kerstin Knabe
Kerstin Knabe, nata Claus (Oschatz, 7 luglio 1959), è un'ex ostacolista tedesca.

## Palmarès
| Anno                                 | Manifestazione   | Sede      | Evento            | Risultato  | Prestazione | Note                          |
| ------------------------------------ | ---------------- | --------- | ----------------- | ---------- | ----------- | ----------------------------- |
| In rappresentanza della Germania Est |                  |           |                   |            |             |                               |
| 1977                                 | Europei juniores | Donec'k   | 100 m ostacoli    | Oro        | 13"32       |                               |
| 1977                                 | Europei juniores | Donec'k   | Staffetta 4x100 m | Oro        | 44"17       | Miglior prestazione personale |
| 1980                                 | Giochi olimpici  | Mosca     | 100 m ostacoli    | 4ª         | 12"66       |                               |
| 1982                                 | Europei indoor   | Milano    | 60 m ostacoli     | Oro        | 7"98        |                               |
| 1982                                 | Europei          | Atene     | 100 m ostacoli    | Bronzo     | 12"54       | Miglior prestazione personale |
| 1983                                 | Europei indoor   | Budapest  | 60 m ostacoli     | Argento    | 7"96        |                               |
| 1983                                 | Mondiali         | Helsinki  | 100 m ostacoli    | Argento    | 12"42 w     |                               |
| 1986                                 | Europei indoor   | Madrid    | 60 m ostacoli     | Bronzo     | 7"90        |                               |
| 1986                                 | Europei          | Stoccarda | 100 m ostacoli    | 5ª         | 12"82       |                               |
| 1988                                 | Europei indoor   | Budapest  | 60 m ostacoli     | Batteria   | dnf         |                               |
| 1988                                 | Giochi olimpici  | Seul      | 100 m ostacoli    | Semifinali | 12"93       |                               |

## Altre competizioni internazionali
1981
- Coppa Europa di atletica leggera ( Zagabria)